# Piermaria Bagnadore
Piermaria Bagnadore (appelé aussi Pietro Maria Bagnatori, né en 1550 à Orzinuovi en Lombardie et mort en 1627 à Brescia) est un peintre italien et architecte baroque actif à la fin du XVIe siècle et au début du XVIIe siècle.

## Biographie
Piermaria Bagnadore, également appelé Pietro Maria Bagnatori, est un peintre italien et architecte de la fin de la Renaissance. Né à Orzinuovi dans la province de Brescia, il s'est formé auprès du Moretto da Brescia, et a peint principalement à Brescia dans la période des années 1600 - 1610. Son travail a été noté par le biographe Luigi Lanzi. Son importante collection imprimée est passée entre les mains du comte Camillo Gonzaga de Novellara.

## Sources
- (en) Cet article est partiellement ou en totalité issu de l’article de Wikipédia en anglais intitulé « Piermaria Bagnadore » (voir la liste des auteurs).